# فيسنتي اراندا
فيسنتي اراندا (بالإسبانية: Vicente Aranda)‏ ( 1926 - 2015 ) هو مخرج سينمائي، وكاتب سيناريو من إسبانيا. ولد في برشلونة، وتوفي في مدريد في 26 مايو 2015.

## روابط خارجية
- فيسنتي اراندا على موقع IMDb (الإنجليزية)
- فيسنتي اراندا على موقع ألو سيني (الفرنسية)
- فيسنتي اراندا على موقع تيرنر كلاسيك موفيز (الإنجليزية)
- فيسنتي اراندا على موقع أول موفي (الإنجليزية)
- فيسنتي اراندا على موقع قاعدة بيانات الأفلام السويدية (السويدية)
- فيسنتي اراندا على موقع قاعدة بيانات الفيلم (الإنجليزية)
- فيسنتي اراندا على موقع كينوبويسك (الروسية)